# Povenets
Povenets (ruso: Повене́ц; carelio: Poventsa) es un asentamiento de tipo urbano de la república rusa de Carelia perteneciente al raión de Medvezhegorsk en el sureste de la república.
En 2019, la localidad tenía una población de 1802 habitantes. Su territorio, con una población total de 2706 habitantes, incluye como pedanías el pueblo de Sosnovka, los posiólok de Nóvaya Gábselga, Verjneye Vólozero, Posiólok pri 7 shliuze BBK, Posiólok pri 9 shliuze BBK y Posiólok pri 8 shliuze BBK y la aldea de Tijvin Bor, además de varios despoblados.
Se ubica en la costa septentrional del lago Onega unos 15 km al sureste de Medvezhegorsk, en la salida de la ciudad de la carretera A119 que lleva a Vólogda. En este punto de la costa del lago sale hacia el norte el canal Mar Blanco-Báltico.
En su territorio se ubica Sandarmokh, lugar en el que fueron asesinadas unas diez mil víctimas de la represión soviética entre 1937 y 1938.

## Historia
La localidad tiene su origen en las rutas de peregrinaje al monasterio de Solovetsky. En el siglo XV, la familia noble Vodnikov vendió estas tierras al monasterio de Vyazhitsky, que fundó el pueblo como parada en el camino a Solovetsky. El pueblo se menciona por primera vez en documentos en 1563. A principios del siglo XVIII, la localidad se convirtió en un punto estratégico durante la gran guerra del Norte, como parada final de una ruta fluvial; debido a ello, en 1703 Pedro I estableció aquí una fundición militar, que estuvo en funcionamiento hasta su traslado a Olónets en 1736. En 1782 adoptó estatus de ciudad, pero cayó en declive a lo largo del siglo XIX.
En 1931-1933 resurgió la localidad como centro de astilleros del canal Mar Blanco-Báltico, adoptando el estatus de asentamiento de tipo urbano en 1938. Sin embargo, en la Segunda Guerra Mundial se destruyó el asentamiento original mediante la destrucción intencionada de la presa durante la retirada del Ejército Rojo, por lo que hubo que reconstruir el asentamiento en los años posteriores.